# Kumo no yō ni kaze no yō ni
Kumo no yō ni kaze no yō ni (雲のように風のように?), conosciuto nel mondo anche con il titolo in inglese Like the Clouds, Like the Wind, è un anime televisivo prodotto in Giappone dallo Studio Pierrot per la NTV e basato sul romanzo di Ken'ichi Sakemi Kōkyū shōsetsu. Viene spesso considerato in maniera erronea un film dello Studio Ghibli, per via del caratteristico character design di Katsuya Kondō (che per l'appunto aveva lavorato presso la casa di produzione), per un errore di un traduttore amatoriale che aveva attribuito la sceneggiatura ad Hayao Miyazaki anziché ad Akira Miyazaki, e anche per l'elevata qualità tecnica dell'animazione, soprattutto per un'opera destinata alla TV. Ciononostante, lo studio non ha avuto alcun coinvolgimento nella sua realizzazione.

## Trama
Ginga è una ragazza semplice ma energica, che vive con suo padre lontano dalla capitale dell'impero nell'antica Cina. Quando apprende l'opportunità di diventare una concubina del giovane nuovo imperatore, con la possibilità di ottenere una fornitura di cibo regolare, ella convince suo padre a lasciarla andare. Una volta nella capitale, incontra tutte le altre potenziali mogli, ognuna delle quali ha vari motivi per trovarsi lì. Tutte loro devono imparare a leggere e a scrivere, a sapere la storia del loro paese e ad acquisire i modi corretti per essere nella corte reale.
L'entusiasmo di Ginga tende a metterla nei guai il più delle volte, ma funziona a suo vantaggio quando si apprende che la moglie dell'ex imperatore, che non è la madre dell'attuale reggente, sta complottando il tradimento contro di questi, e che una schiera di ribelli si sta dirigendo al palazzo.

## Romanzo
Il romanzo, intitolato Kōkyū shōsetsu (後宮小説? lett. "Storia dell'harem"), vinse il Japan Fantasy Novel Award nel 1989 e venne pubblicizzato per la realizzazione di una sua trasposizione cinematografica dalla Mitsui Real Estate. È stato pubblicato sia in formato brossura che bunkobon.
- Brossura, ISBN 4-10-375101-0, Shinchosha, 5 marzo, 1989, ¥1200
- Bunkobon, ISBN 4-10-128111-4, Shinchosha, 25 aprile, 1993, ¥480

## Anime
Kumo Kaze, come venne successivamente chiamato per brevità, venne trasmesso senza stacchi pubblicitari (un fatto senza precedenti) per la prima volta il 21 marzo 1990 durante le vacanze nazionali per l'equinozio primaverile. Venne poi pubblicato su DVD nel 2002. Fuori dal Giappone risulta tuttora inedito.

## Cast
- Ginga: Ryōko Sano
- Koryūn: Emiya Ichikawa
- Kōyō: Yō Inoue
- Seshaamin: Yōko Asagami
- Tamyūn: Atsuko Takahata
- Kakuto: Kinto Tamura

- Kikkyō: Yūji Mitsuya
- Iryūda (Heishō): Nobuaki Fukuda
- Konton: Akiji Kobayashi
- Empress Kin: Ikuko Tani
- Taruto-baba: Hisako Kyōda
- Mano: Kōichi Kitamura

- Ino: Yōsuke Akimoto
- narratore: Tadashi Nakamura
- Atsushi Ii
- Tomie Kataoka
- Eken Mine

- Tetsuo Mizutori
- Midori Nakazawa
- Akemi Shinohara
- Masaaki Tsukada
- Akiko Yajima

## Staff tecnico
- Storia originale: Ken'ichi Sakemi
- Regista: Hisayuki Toriumi
- Produttore: Harumi Tamano
- Produzione: Yomiuri Advertising, Studio Pierrot

- Sceneggiatura: Akira Miyazaki
- Produttori esecutivi:
  - Tōru Horikoshi (NTV)
  - Makoto Ōno (Yomiuri Advertising)
  - Noritaki Suzuki (Studio Pierrot)

- Planning: Takeo Mutai (NTV), Kazuo Shimamura (Yomiuri Advertising)
- Character Design: Katsuya Kondō
- Direttore dell'animazione: Katsuya Kondō
- Direttore della fotografia: Nobuo Koyama

- Art Director: Yūji Ikeda (Studio YS)
- Montatore: Takeshi Seyama
- Direttore del suono: Kan Mizumoto
- Compositore: Haruhiko Maruya
- Produzione: Yūji Nunokawa

### Canzone
Kumo no yō ni kaze no yō ni
Testi: Anju Mana
Musica: Tetsurō Kugizaki
Arrangiamenti: Etsuko Yamakawa
Voce: Ryōko Sano